# Баблер фансипанський
Ба́блер фансипанський (Napothera pasquieri) — вид горобцеподібних птахів родини Pellorneidae. Ендемік В'єтнаму.

## Поширення і екологія
Фансипанські баблери є ендеміками гір північно-східного В'єтнаму. Вони живуть в бамбуковому підліску вологих гірських тропічних лісів. Зустрічаються на висоті від 1220 до 2500 м над рівнем моря.

## Збереження
МСОП класифікує цей вид як такий, що перебуває під загрозою зникнення. Фансипанські баблери є рідкісним видом в межах свого невеликого ареалу. Їм загрожує знищення природного середовища.